# Molière du théâtre privé
 (mars 2022).
La mise en forme du texte ne suit pas les recommandations de Wikipédia : il faut le « wikifier ».
Les points d'amélioration suivants sont les cas les plus fréquents. Le détail des points à revoir est peut-être précisé sur la page de discussion.
- Les titres sont pré-formatés par le logiciel. Ils ne sont ni en capitales, ni en gras.
- Le texte ne doit pas être écrit en capitales (les noms de famille non plus), ni en gras, ni en italique, ni en « petit »…
- Le gras n'est utilisé que pour surligner le titre de l'article dans l'introduction, une seule fois.
- L'italique est rarement utilisé : mots en langue étrangère, titres d'œuvres, noms de bateaux, etc.
- Les citations ne sont pas en italique mais en corps de texte normal. Elles sont entourées par des guillemets français : « et ».
- Les listes à puces sont à éviter, des paragraphes rédigés étant largement préférés. Les tableaux sont à réserver à la présentation de données structurées (résultats, etc.).
- Les appels de note de bas de page (petits chiffres en exposant, introduits par l'outil «  Source ») sont à placer entre la fin de phrase et le point final[comme ça].
- Les liens internes (vers d'autres articles de Wikipédia) sont à choisir avec parcimonie. Créez des liens vers des articles approfondissant le sujet. Les termes génériques sans rapport avec le sujet sont à éviter, ainsi que les répétitions de liens vers un même terme.
- Les liens externes sont à placer uniquement dans une section « Liens externes », à la fin de l'article. Ces liens sont à choisir avec parcimonie suivant les règles définies. Si un lien sert de source à l'article, son insertion dans le texte est à faire par les notes de bas de page.
- La présentation des références doit suivre les conventions bibliographiques. Il est recommandé d'utiliser les modèles {{Ouvrage}}, {{Chapitre}}, {{Article}}, {{Lien web}} et/ou {{Bibliographie}}. Le mode d'édition visuel peut mettre en forme automatiquement les références.
- Insérer une infobox (cadre d'informations à droite) n'est pas obligatoire pour parachever la mise en page.

Pour une aide détaillée, merci de consulter Aide:Wikification.
Si vous pensez que ces points ont été résolus, vous pouvez retirer ce bandeau et améliorer la mise en forme d'un autre article.
Le Molière du théâtre privé est une récompense théâtrale française décernée par l'association Les Molières depuis la première remise de prix le 23 mai 1987 au théâtre du Châtelet à Paris.

## Palmarès

### Années 1980
- 1987 : Ariane ou l’Âge d’or de et mise en scène Philippe Caubère, Théâtre Tristan Bernard et des Arts-Hébertot
  - Conversations après un enterrement de Yasmina Reza, mise en scène Patrice Kerbrat, Théâtre Paris-Villette
  - Deux sur la balançoire de William Gibson, mise en scène Bernard Murat, Théâtre de l'Atelier
  - Kean d'Alexandre Dumas, adaptation Jean-Paul Sartre, mise en scène Robert Hossein, Théâtre Marigny
  - Léopold le bien-aimé de Jean Sarment, mise en scène Georges Wilson, Théâtre de l'Œuvre
- 1988 : Ce que voit Fox de James Saunders, mise en scène Laurent Terzieff, Théâtre La Bruyère
  - La Double Inconstance de Marivaux, mise en scène Bernard Murat, Théâtre de l'Atelier
  - L'Éloignement de Loleh Bellon, mise en scène Bernard Murat, Théâtre de la Gaîté Montparnasse
  - Je ne suis pas Rappaport de Herb Gardner, mise en scène Georges Wilson, Théâtre de l'Œuvre
  - La Métamorphose d'après Franz Kafka, mise en scène Steven Berkoff, Théâtre du Gymnase
- 1989 : L'Avare de Molière, mise en scène Jacques Mauclair, Théâtre du Marais
  - Entre nous soit dit d'Alan Ayckbourn, mise en scène Stéphane Meldegg, Théâtre La Bruyère
  - Henri IV de Luigi Pirandello, mise en scène Armand Delcampe, Théâtre de l'Atelier
  - Une absence de Loleh Bellon, mise en scène Maurice Benichou, Théâtre des Bouffes-Parisiens
  - Un mois à la campagne d'Ivan Tourgueniev, mise en scène Bernard Murat, Théâtre Édouard VII

### Années 1990
- 1990 : Les Palmes de Monsieur Schutz de Jean-Noël Fenwick, mise en scène Gérard Caillaud, Théâtre des Mathurins
  - Moi, Feuerbach de Tankred Dorst, mise en scène Stéphane Meldegg, Théâtre La Bruyère
  - La Peste d'après Albert Camus, mise en scène Francis Huster, Théâtre de la Porte-Saint-Martin
  - Quelque part dans cette vie d'Israël Horovitz, mise en scène Jean-Loup Dabadie, Théâtre des Bouffes-Parisiens
  - Le Souper de Jean-Claude Brisville, mise en scène Jean-Pierre Miquel, Théâtre Montparnasse
- 1991 : Le Souper de Jean-Claude Brisville, mise en scène Jean-Pierre Miquel, Théâtre Montparnasse
  - La Contrebasse de Patrick Süskind, mise en scène Philippe Ferran, Théâtre Hébertot
  - Eurydice de Jean Anouilh, mise en scène Georges Wilson, Théâtre de l'Œuvre
  - Love Letters d'Albert Ramsdell Gurney, mise en scène Lars Schmidt, Théâtre Marigny
  - Partage de midi de Paul Claudel, mise en scène Brigitte Jaques, Théâtre de l'Atelier
- 1992 : Cuisine et dépendances d'Agnès Jaoui et Jean-Pierre Bacri, mise en scène Stephan Meldegg, Théâtre La Bruyère
  - L'Antichambre de Jean-Claude Brisville, mise en scène Jean-Pierre Miquel, Théâtre de l'Atelier
  - Célimène et le Cardinal de Jacques Rampal, mise en scène Bernard Murat, Théâtre de la Porte-Saint-Martin
  - C'était bien de James Saunders, mise en scène Stéphane Meldegg, Théâtre La Bruyère
  - Voltaire Rousseau de et mise en scène Jean-François Prévand, Théâtre La Bruyère
- 1993 : Temps contre temps de Ronald Harwood, mise en scène Laurent Terzieff, Théâtre La Bruyère
  - L'Aide-mémoire de Jean-Claude Carrière, mise en scène Bernard Murat, Comédie des Champs-Élysées
  - Les Enfants du silence de Mark Medoff, mise en scène Jean Dalric et Levent Beskardes, Théâtre Le Ranelagh
  - Knock de Jules Romains, mise en scène Pierre Mondy, Théâtre de la Porte-Saint-Martin
  - Pygmalion de George Bernard Shaw, mise en scène Bernard Murat, Théâtre Hébertot
- 1994 : Le Visiteur d'Éric-Emmanuel Schmitt, mise en scène Gérard Vergez, Petit Théâtre de Paris
  - Quisaitout et Grobêta de Coline Serreau, mise en scène Benno Besson, Comédie de Genève, Théâtre de la Porte-Saint-Martin
  - Le Retour d'Harold Pinter, mise en scène Bernard Murat, Théâtre de l'Atelier
  - La Volupté de l'honneur de Luigi Pirandello, mise en scène Jean-Luc Boutté, Théâtre Hébertot
  - Ce qui arrive et ce qu'on attend de Jean-Marie Besset, mise en scène Patrice Kerbrat, Théâtre de la Gaîté Montparnasse, Théâtre des Mathurins
- 1995 : « Art » de Yasmina Reza, mise en scène Patrice Kerbrat, Comédie des Champs-Élysées
  - Un air de famille d'Agnès Jaoui et Jean-Pierre Bacri, Théâtre de la Renaissance
  - L'Allée du roi de Françoise Chandernagor, mise en scène Jean-Claude Idée, Théâtre Montparnasse
  - La Chambre d'amis de Loleh Bellon, mise en scène Jean Bouchaud, Petit Théâtre de Paris
  - Fausse adresse de Luigi Lunari, mise en scène Pierre Santini, Théâtre La Bruyère
- 1996 : Un mari idéal d'Oscar Wilde, mise en scène Adrian Brine, Théâtre Antoine
  - Colombe de Jean Anouilh, mise en scène Michel Fagadau, Comédie des Champs-Élysées
  - Gertrud de Hjalmar Söderberg, mise en scène Gérard Desarthe, Théâtre Hébertot
  - Noël chez les Cupiello d'Eduardo De Filippo, mise en scène Jacques Mauclair, Théâtre du Marais
  - Scènes de la vie conjugale d'Ingmar Bergman, mise en scène Rita Russek et Stéphane Meldegg, Théâtre de la Madeleine

### Années 2000
- 2003 : Un petit jeu sans conséquence, de Jean Dell et Gérald Sibleyras, mise en scène Stéphane Hillel, Théâtre La Bruyère
  - Le Costume de Can Themba, mise en scène Peter Brook, Théâtre de l'Œuvre
  - Jeux de scène de Victor Haïm, mise en scène Marcel Bluwal, Théâtre de l'Œuvre
  - La Preuve de David Auburn, mise en scène Bernard Murat, Théâtre des Mathurins
  - Le Vent des peupliers de Gérald Sibleyras, mise en scène Jean-Luc Tardieu, Théâtre Montparnasse
- 2004 : L'Hiver sous la table de Roland Topor, mise en scène Zabou Breitman, Théâtre de l'Atelier
  - L'amour est enfant de salaud d'Alan Ayckbourn, mise en scène José Paul, Théâtre Tristan Bernard
  - Des cailloux plein les poches de Marie Jones mise en scène Stéphane Meldegg, Théâtre La Bruyère
  - 84 Charing Cross Road d'Helene Hanff, mise en scène Serge Hazanavicius, Théâtre de l'Atelier
  - Signé Dumas de Cyril Gely et Éric Rouquette, mise en scène Jean-Luc Tardieu, Théâtre Marigny
- 2005 : Le roi se meurt d'Eugène Ionesco, mise en scène Georges Werler, Théâtre Hébertot
  - Amadeus de Peter Shaffer, mise en scène Stéphane Hillel, Théâtre de Paris
  - Brooklyn boy de Donald Margulies, mise en scène Michel Fagadau, Comédie des Champs-Élysées
  - L'Île des esclaves de Marivaux, mise en scène Irina Brook, Théâtre de l'Atelier
  - Jacques a dit de Marc Fayet, mise en scène José Paul et Agnès Boury, Petit théâtre de Paris
  - La Locandiera de Carlo Goldoni, mise en scène Alain Sachs, Théâtre Antoine
  - Molly de Brian Friel, mise en scène Laurent Terzieff, Théâtre de la Gaîté Montparnasse
- 2006 : Moi aussi je suis Catherine Deneuve de Pierre Notte, mise en scène Jean-Claude Cotillard, Théâtre de la Pépinière-Opéra
  - Le Caïman d'Antoine Rault, mise en scène Hans Peter Cloos, Théâtre Montparnasse
  - Créanciers d'August Strindberg, mise en scène Hélène Vincent, Théâtre de l'Atelier
  - Moins 2, de et mise en scène Samuel Benchetrit, Théâtre Hébertot
  - Pygmalion de George Bernard Shaw, mise en scène Nicolas Briançon, CADO-Théâtre Comedia
  - La Sainte Catherine de Stéphan Wojtowicz, mise en scène José Paul et Agnès Boury, Petit théâtre de Paris
  - Sur un air de tango d'Isabelle Toledo, mise en scène Annick Blancheteau et Jean Mourière, Théâtre de Poche Montparnasse
- 2007 : Le Gardien (The Caretaker) d'Harold Pinter, mise en scène Didier Long, Théâtre de l'Œuvre
  - L'Avare de Molière, mise en scène Georges Werler, Théâtre de la Porte-Saint-Martin
  - Chocolat piment de Christine Reverho, mise en scène Agnès Boury et José Paul, Théâtre La Bruyère
  - L'Illusion comique de Corneille, mise en scène Marion Bierry, Théâtre de Poche Montparnasse
  - Le Jardin de Brigitte Buc, mise en scène Jean Bouchaud, Théâtre des Mathurins
- 2008 : La Vie devant soi de Romain Gary (Emile Ajar), mise en scène Didier Long, Théâtre Marigny
  - Les Belles-sœurs d'Éric Assous, mise en scène Jean-Luc Moreau, Théâtre Saint-Georges
  - Good Canary de Zach Helm, mise en scène John Malkovich, Théâtre Comedia
  - Les Riches reprennent confiance de Louis-Charles Sirjacq, mise en scène Étienne Bierry, Théâtre de Poche Montparnasse
- 2009 : Des gens de Raymond Depardon, mise en scène Zabou Breitman, Petit Montparnasse
  - Baby Doll de Tennessee Williams, mise en scène Benoît Lavigne, Théâtre de l'Atelier
  - Le Diable rouge d'Antoine Rault, mise en scène Christophe Lidon, Théâtre Montparnasse
  - Journal à quatre mains de Flora Groult et Benoîte Groult, mise en scène Panchika Velez, Poche Montparnasse

### Années 2010
- 2010 : L’Habilleur de Ronald Harwood, mise en scène Laurent Terzieff, Théâtre Rive Gauche
  - L’Illusion conjugale d'Éric Assous, mise en scène Jean-Luc Moreau, Théâtre de l'Œuvre, Théâtre Tristan-Bernard
  - La Nuit des rois de William Shakespeare, mise en scène Nicolas Briançon, Théâtre Comédia
  - La serva amorosa de Carlo Goldoni, mise en scène Christophe Lidon, Théâtre Hébertot
- 2011 : Le Repas des fauves de Vahé Katcha, mise en scène Julien Sibre, théâtre Michel
  - Diplomatie de Cyril Gely, mise en scène Stephan Meldegg, théâtre de la Madeleine
  - Henri IV, le bien aimé de Daniel Colas, mise en scène Daniel Colas, théâtre des Mathurins
  - Le Mec de la tombe d’à côté de Katarina Mazetti, mise en scène Panchika Velez, théâtre de la Renaissance
- 2014 : Le Père de Florian Zeller, mise en scène Ladislas Chollat, théâtre Hébertot
  - Le Cercle des illusionnistes d'Alexis Michalik, mise en scène de l'auteur, La Pépinière-Théâtre
  - Des fleurs pour Algernon de Daniel Keyes, mise en scène Anne Kessler, théâtre Hébertot
  - Le Porteur d'histoire d'Alexis Michalik, mise en scène de l'auteur, Studio des Champs-Élysées
- 2015 : La Vénus à la fourrure de David Ives, mise en scène Jérémie Lippmann, théâtre Tristan-Bernard
  - Les Cartes du pouvoir de Beau Willimon, mise en scène Ladislas Chollat, théâtre Hébertot
  - Chère Elena de Ludmilla Razoumovskaïa, mise en scène Didier Long, théâtre de Poche Montparnasse
  - Des souris et des hommes de John Steinbeck, mise en scène Jean-Philippe Evariste et Philippe Ivancic, théâtre du Palais-Royal
- 2016 : Les Cavaliers d'après Joseph Kessel, mise en scène Éric Bouvron et Anne Bourgeois, théâtre La Bruyère
  - Fleur de cactus de Pierre Barillet et Jean-Pierre Grédy, mise en scène Michel Fau, théâtre Antoine
  - L'Être ou pas de Jean-Claude Grumberg, mise en scène Charles Tordjman, théâtre Antoine
  - Qui a peur de Virginia Woolf ? d'Edward Albee, mise en scène Alain Françon, théâtre de l'Œuvre
- 2017 : Edmond d'Alexis Michalik, mise en scène Alexis Michalik, théâtre du Palais-Royal
  - Bigre de Pierre Guillois, Agathe L'Huillier, Olivier Martin-Salvan, mise en scène Pierre Guillois, théâtre Tristan-Bernard
  - La Garçonnière de Billy Wilder et I.A.L. Diamond, adaptation Gérald Sibleyras, Judith Elmaleh, mise en scène José Paul, théâtre de Paris
  - Les Femmes savantes de Molière, mise en scène Catherine Hiegel, théâtre de la Porte-Saint-Martin
- 2018 : Adieu monsieur Haffmann de Jean-Philippe Daguerre, mise en scène Jean-Philippe Daguerre, Petit Montparnasse
  - Cendrillon de Joël Pommerat, mise en scène Joël Pommerat, théâtre de la Porte-Saint-Martin
  - Le Fils de Florian Zeller, mise en scène Ladislas Chollat, Comédie des Champs-Élysées
  - Le Jeu de l’amour et du hasard de Marivaux, mise en scène Catherine Hiegel, théâtre de la Porte Saint-Martin
- 2019 : La Machine de Turing de Benoit Solès, mise en scène Tristan Petitgirard, théâtre Michel
  - Les Crapauds fous de Mélody Mourey, mise en scène Mélody Mourey, théâtre des Béliers parisiens et Le Splendid
  - La Ménagerie de verre de Tennessee Williams, mise en scène Charlotte Rondelez, théâtre de Poche Montparnasse
  - Mademoiselle Molière de Gérard Savoisien, mise en scène Arnaud Denis, théâtre Lucernaire et théâtre Rive Gauche

### Années 2020
- 2020 : Marie des poules - gouvernante chez George Sand de Gérard Savoisien, mise en scène Arnaud Denis, Théâtre du Petit-Montparnasse
  - Les Beaux de Léonore Confino, mise en scène Côme de Bellescize, Théâtre du Petit Saint Martin
  - Une histoire d’amour d’Alexis Michalik, mise en scène Alexis Michalik, Scala (Paris)
  - Rouge de John Logan, adaptation Jean-Marie Besset, mise en scène Jérémie Lippmann, Théâtre Montparnasse

- 2022 : Comme il vous plaira de William Shakespeare, mise en scène Léna Bréban, Théâtre de la Pépinière[1]
  - Avant la retraite de Thomas Bernhard, mise en scène Alain Françon, Théâtre de la Porte Saint-Martin
  - La Course des géants de Mélody Mourey, mise en scène Mélody Mourey, Théâtre des Béliers parisiens
  - Lawrence d’Arabie d’Éric Bouvron et Benjamin Penamaria, mise en scène Eric Bouvron, Treizième Art et Théâtre du Gymnase Marie-Bell

- 2023 : Oublie-moi de Matthew Saeger, mise en scène Marie-Julie Baup et Thierry Lopez - Théâtre du Petit-Saint-Martin
  - Big Mother de Mélody Mourey, mise en scène Mélody Mourey - Théâtre des Béliers parisiens
  - Glenn, naissance d'un prodige d’Ivan Calbérac, mise en scène Ivan Calbérac - Petit Montparnasse et Le Splendid
  - Les Poupées persanes d'Aïda Asgharzadeh, mise en scène Régis Vallée - Théâtre des Béliers parisiens

- 2024 : 4211 km de et mis en scène par Aïla Navidi
  - Le Cercle des poètes disparus adapté par Gérald Sibleyras
  - Un chapeau de paille d'Italie d'Eugène Labiche
  - Denali de Nicolas Le Bricquir

- 2025 : Du charbon dans les veines de Jean-Philippe Daguerre, mise en scène Jean-Philippe Daguerre, Théâtre Saint Georges
  - Les Liaisons dangereuses d’après Pierre Choderlos de Laclos, mise en scène Arnaud Denis, Comédie des Champs-Elysées
  - Les Marchands d’étoiles de Anthony Michineau, mise en scène Julien Alluguette, Le Splendid
  - Peau d'homme d’après Zanzim et Hubert, mise en scène Léna Bréban, Théâtre Montparnasse